# Cordillera Penibética
La cordillera Penibética es la más sureña de las cordilleras Béticas, y discurre por la costa sur de España, desde la provincia de Cádiz hasta la de Alicante. Un poco más al norte, tras las denominadas unidades intermedias (conjunto de áreas deprimidas, denominadas hoyas, entre las cuales se encuentra la Hoya de Baza y de Guadix), se encuentran las Cordilleras Subbética y Prebética.
Las sierras principales que la conforman, de oeste a este, son Sierra de Grazalema, Sierra de las Nieves, Sierra de Tejeda, Sierra de Almijara, Sierra Nevada, Sierra de la Contraviesa, Sierra de Gádor, Sierra de Baza, Sierra de los Filabres y Sierra de Las Estancias.
Desde el punto de vista estructural, se encuentra constituida por un complejísimo apilamiento de mantos de corrimiento que se superponen unos a otros, distinguiéndose tres, estos son: el manto Alpujárride, el Nevado-Filábride y el Maláguide. El manto Alpujarride y el Filabride-Nevado afloran en Sierra Nevada, constituyendo una ventana tectónica donde afloran materiales muy metamorfizados, predominando los micaesquistos paleozoicos.

## Situación
Constituye el eje fundamental de las cordilleras Béticas. Está situada al sur del Subbético, podríamos decir que queda separada por el Surco Intrabético del Subbético. Se extiende paralela a la costa desde el estrecho de Gibraltar hasta Almería, para continuar por Murcia. Es un conjunto alargado de SE-NE aunque en la parte más oriental adopta una disposición O-E. Está formada por dos alineaciones distintas paralelas entre sí y al litoral y sobre todo estas alineaciones aparecen hasta el río Guadalfeo, a partir de este y hacia Gibraltar podemos hablar de una alineación aunque en algunas ocasiones aparecen dobles. Así el sinclinal de la Alpujarra está ocupado por dos valles: el Guadalfeo y el Andarax, que separan Sierra Nevada de las sierras de Lújar y Gádor. La cadena en su conjunto aparece bastante próxima al mar pero en sus dos extremos las alineaciones principales se separan algo más del litoral:
- En el sector granadino la alineación aparece muy próxima al mar; desde Nerja hasta Adra la costa es rocosa y aparecen acantilados donde las montañas hunden sus raíces directamente en el mar. La poca existencia de llanuras corresponde a deltas de los ríos que desembocan en esta zona como el Guadalfeo; esto supone una falta de espacio para la agricultura, el turismo y la construcción de vías de comunicación.
- En el tramo de Nerja a Gibraltar las montañas se sitúan cerca del mar, pero hay zonas donde se alejan más como el valle del Guadalhorce, formando llanuras más amplias.
- En el tramo almeriense encontramos llanuras más amplias como el Campo de Dalías el valle del Andarax o el Campo de Níjar.

## Características litológicas y estructurales
La zona bética interna presenta una serie de características litológicas y estructurales que la definen. Algo que la diferencia de las otras es la presencia de materiales del zócalo paleozoico formando parte de estas montañas. Esos materiales han sido afectados por un metamorfismo prealpino al que se suma un metamorfismo coincidente con el propio movimiento orográfico. Esto supone que haya constituido una reserva importante de minerales de distinto tipo —hierro, plomo, cobre, además de mármol—, que están ligados a los procesos metamórficos.
Otra característica de la cordillera Penibética es la aparición en determinadas partes de rocas endógenas que con la fuerza del plegamiento emergieron —Serranía de Ronda— y también existen materiales de origen volcánico —Cabo de Gata—.
También hay que destacar la carencia casi absoluta de materiales sedimentarios postriásicos que sólo aparecen en el llamado complejo Maláguide; lógicamente los materiales postorogénicos son abundantes y se han producido a partir de la erosión de los núcleos montañosos. Existen materiales sedimentarios miocenos en forma de aureola, pliocenos, pliocuaternarios —de transición entre el terciario y el cuaternario— y también al pie de las sierras hay depositados materiales cuaternarios muy tardíos en torno a los deltas de los ríos.
El último rasgo que la define es el hecho de que toda la complejidad litológica se ve acentuada por una gran complejidad de las estructuras tectónicas: formando grandes mantos de corrimiento desplazados varias decenas de kilómetros, sometidos a fuertes procesos erosivos debido a las grandes pendientes, dando lugar a las ventanas tectónicas como es el caso del núcleo central de Sierra Nevada.

## Topografía y Geodinámica

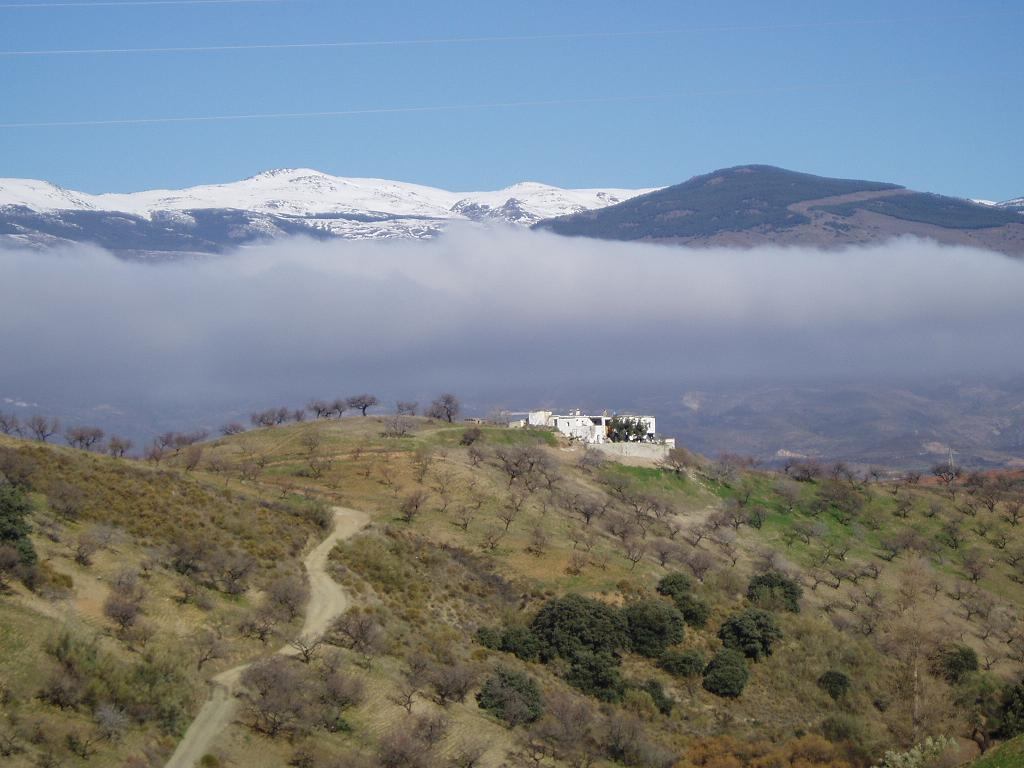
El Mulhacén visto desde Las Alpujarras.

Topográficamente la cordillera Penibética tiene una gran continuidad de grandes alturas comparativamente con las de la externa —Mulhacén, Veleta—. Presenta una mayor continuidad y está solo se ve interrumpida por la aparición de dos pasos que son el corredor del Fiñana y el Valle de Lecrín, además del valle del Guadalhorce. Estos pasos suelen tener un doble origen:
- Tectónico, responde a fallas que se han producido como consecuencia de los reajustes con la formación de los pliegues de fondo.
- Reajuste isostático, producido por el levantamiento de los bloques que pierden peso y el hundimiento de los que ganan peso.

Las cordilleras Béticas están afectadas por el acortamiento relacionado con la convergencia de 5 mm/año NNO-SSE de las placas de Nubia y Eurasia. En esta región, la Cordillera Bética Central muestra una extensión regional ENE-WSW. Los resultados derivados de un estudio geodésico publicado en 2023 indican que la tasa de extensión total a lo largo de la Cordillera Bética Central es de 2,0 ± 0,3 mm/año. La extensión se da en las partes oriental (0,8 ± 0,3 mm/año en la Cuenca de Guadix-Baza) y occidental (1,3 ± 0,3 mm/año en la Cuenca de Granada) de la Cordillera Bética Central.

## Morfología
En general la morfología Penibética es bastante contrastada; frente a relieves muy agrestes producidos por ese profundo encajamiento de los ríos al salvar un gran desnivel: como la zona del Calar —de origen calizo— que la encontramos a una altitud de unos 2000 m o el Trevenque. Esto contrasta con las zonas alomadas y suaves que suelen coincidir con las zonas más elevadas de los mantos de corrimiento por encima de los 3000 m de altitud, que se debe a tres factores:
- La estructura en mantos de corrimiento, que está compuesta por estratos horizontales, por lo que al destruir un estrato, el siguiente va a seguir manteniendo la horizontalidad.
- La existencia de materiales blandos como pizarras.
- El modelado de tipo glaciar que ha contribuido a suavizar las formas con la creación de amplios valles.

## Grandes unidades geológicas
Dentro de la cordillera Penibética los geólogos han distinguido tres grandes unidades o complejos estructurales: complejo Nevado-filábride, Alpujárride y Maláguide, constituidos los tres por un manto de corrimiento, aunque hay autores que defienden la idea de que existen más de un manto de corrimiento por cada complejo.

### Complejo Nevado-Filábride
Debe su nombre a la zona donde este complejo aparece mejor representado. Está formado por rocas que han sufrido fuertes procesos metamórficos que han provocado la existencia de materiales de construcción de carácter noble como serpentinas, mármoles, etc., además existen explotaciones de hierro. Se puede distinguir un zócalo preparatorías -materiales anteriores al pérmico y al triásico-, una cobertera permotriásica y triásica y toda una serie de materiales postalpinos de carácter sedimentario. Está formado por tres grandes unidades:

#### Unidad de Sierra Nevada
Está formada por materiales del Carbonífero Superior-Pérmico de carácter esquistoso —grafitos esquistosos, micaesquistos o pizarras—; también aparecen intercalaciones de carácter metamórfico como las anfibolitas o serpentinas —rocas volcánicas que han sido sometidas posteriormente a procesos metamórficos—.

#### Unidad de las Sabinas
Es la zona de mezcla (mischungzone). Aparece un tramo ocupado por cuarcitas y anfibolitas y otro tramo formado por mármoles, gneises y serpentinas, que corresponden a materiales del paleozoico superior y del trías.

#### Unidad de la Caldera
Formado por materiales de un intenso proceso metamórfico —plutonitas— correspondientes a la edad permotriásica.
Rodeando al complejo aparecen unas filitas que han permitido el desplazamiento de los mantos. Después de esta aparece una zona de calizas. Por lo tanto tenemos:
- Lastra: zona del núcleo formada por micaesquistos.
- Launa: rodeando a la lastra y formada por filitas.
- Calar: rodeando a la launa y formada por calizas.

Después aparecen los materiales sedimentarios terciarios y cuaternarios como el Conglomerado Alhambra.

### Complejo Alpujárride
Toma su nombre ya que adquiere su máxima presencia en la zona de la Alpujarra. Está formado por micaesquistos que pertenecen al paleozoico inferior y/o al precámbrico. Existen también filitas y micaesquistos del paleozoico inferior y una potente formación de calizas y dolomías pertenecientes al trías medio superior.
Dentro de este complejo Alpujárride se distinguen una serie de unidades y de mantos que pueden corresponder a otros tantos impulsos orogénicos y que se identifican en distintas zonas de la Alpujarra:
- Manto de Lújar.
- Manto de Adra.
- Manto de Múrtas.
- Manto de Alcázar.
- Manto de Cástaras.

El problema es si se trata de mantos sucesivos o si se han individualizado.

### Complejo Maláguide
Está constituido por materiales paleozoicos que o no han sufrido procesos metamórficos o estos han sido muy ligeros y que están formados por materiales del devónico inferior (calizas) y también por conglomerados, areniscas y dolomías del permotrías —en la transición del primario al secundario—. Sobre estos materiales paleozóicos aparecen en algunos puntos calizas del jurásico, margocalizas del cretácico y margas y calizas del eoceno, y margas y areniscas del oligoceno.
Como en el complejo Alpujárride y Nevado-Filábride, en este también aparecen distintos mantos de corrimientos; estos aparecen mejor definidos en el Alpujárride. El problema que plantean es el de su cronología. El comienzo de estos mantos se remonta al cretácico, donde se manifiestan los primeros impulsos que conformaron el plegamiento alpino. Estos continuaron durante la era terciaria donde se da una etapa final de grandes deformaciones y de desarrollo de estas estructuras del manto. El periodo más activo coincide con el eoceno y el oligoceno; pero todavía en el mioceno y plioceno se producen los últimos movimientos que ya no han producido mantos de corrimiento sino grandes pliegues de fondo de gran radio de curvatura al igual que fallas y fracturas sobre las estructuras anteriores que han contribuido a romper la unidad de todo el conjunto y ha sido aprovechada por la erosión para formar los distintos valles fluviales que descienden desde el corazón de la Penibética hacia el mar Mediterráneo —como la serie de fallas existentes en el Valle de Lecrín—.
Finalmente, y este es un elemento que queda en el aire, desde 1966 se comenzó a hablar de una tercera unidad por parte de los geólogos que es lo que se conoce con el nombre de la dorsal bética (cadena caliza) que hasta ese momento unos geólogos lo habían incluido en el Subbético, para otros formaba parte del complejo Alpujárride; pero que a partir de 1966 algunos geólogos defiende que se trata de una unidad independiente. Se trata de un conjunto de escamas calizas situadas en el borde Norte del Penibético y por lo tanto en el borde Sur del Subbético censo estricto —Subbético de los geólogos—. Esta estructura en escamas y su propia estratigrafía es diferente a la que encontramos en el Penibético y en el Subbético censo estricto. Está formada por calizas y dolomías del lías inferior —comienzo del triásico—, de calizas margosas del lías superior y eoceno medio y finalmente de formaciones detríticas y conglomerados del eoceno y del oligoceno, como por ejemplo la Sierra de Harana.